# 老挝历史
寮國歷史上第一個統一國家為1353年建立的澜沧王國。18世紀初期分裂為三個王國。1779年起，先後被暹羅、越南、法國所征服，淪為屬地或殖民地。1945年10月宣佈獨立，隔年法國再度入侵。1953年寮王國正式獨立。1975年12月廢除君主制，成立社會主義的寮人民民主共和國。

## 早期歷史
老挝14世纪前的历史缺乏史料，一般认为相继出现过堂明国、南掌国（澜沧国）等国家。
7世纪至9世纪，老挝可能是真腊的一部分。《三国志·吴书·吕岱传》载“外扶南、林邑、堂明诸王”。堂明国原是扶南属国，东吴黄武六年（公元227年）同扶南、林邑等国遣使中国贡献。《新唐书·真腊传》载真腊的属国道明国。
8世纪初，真腊分裂为南北两部分，北为陆真腊，又称文单国；南为水真腊。陆真腊国都文单即今万象，疆域主要在今老挝；水真腊主要即今柬埔寨之地，分界线是巴色。陆真腊曾于唐朝、位于云南的南诏政权通贡。
老挝本国历史观念认为，老挝王族是南诏王族的一支并传承下来。琼赛《老挝史》认为：“最著名的南诏王，中国人称为皮罗阁，老挝人称为坤布倫，他从729年统治到749年”。“他留下了七个儿子，都被派去统治帝国的若干地区。众所周知，坤洛被派去统治南掌即琅勃拉邦，成为那个王朝的始祖，这个王朝一直统治到现在。”此外，泰国素可泰王国的王族被认为与老挝王族同源，但是后来中断。
9至14世纪，老挝先后被暹罗的兰那泰王国、真腊的吴哥王朝、暹罗的素可泰王国统治，但具体历史已不可考。高棉衰弱后東南亚北方有一庸那伽國。是佬族与其他泰人对抗高棉的国家。13世纪，老挝有称为老抓、老丫、挝家与潦查的老族小国，最大是勐苏瓦。

## 瀾滄王國
1353年，琅勃拉邦国王法昂统一老挝，建立澜沧王国（1353-1707年），这是老挝历史上第一个统一的多民族国家。“澜沧”意为百万头大象(ລ້ານຊ້າງ)。
澜沧王国是老挝历史上的强盛时期，受柬埔寨吴哥王朝支持，势力至云南的十二版纳（车理）。国都川铜，后改名为琅勃拉邦。澜沧王国为明朝属国，在嘉靖始称南掌。
澜沧王国引入小乘佛教，全民信佛，以佛教为国教。1359年，吴哥国王选派两名高僧，20位僧侣、3名精通三藏经的居士、5000名工匠与随从人员来到老挝，并赠一尊勃拉邦佛像。
15世纪，澜沧王国受越南黎圣宗侵略，在川圹省盆蛮地区置镇寧府，琴姓老族酋长投降。1560年，为了避免缅甸东吁王朝的侵扰，同时为了更好的管理中部和南部的疆土，当时澜沧王国的君主塞塔提腊将国都从琅勃拉邦迁至万象。
明朝曾置老撾軍民宣慰使司，《明史·卷三百十五·列传第二百三》记载 “成祖即位，老挝土官刀线歹贡方物，始置老挝军民宣慰使司。永乐二年以刀线歹为宣慰使，给之印。”、“其俗與木邦同，部長不知姓，有三等：一曰招木弄，一曰招木牛，一曰招木化。而為宣慰者，招木弄也，代存一子，絕不嗣。”、“時宣慰猶貢象及銀器、緬席，賜予如例。”。
澜滄一直向越南纳贡至1694年。

## 三王國時期
自1707年开始，澜沧王国开始分裂為瑯勃拉邦王国、萬象王国、占巴塞王国。在这三个王国之中，万象王国最为强大。
在18世纪60年代至70年代，暹邏和缅甸之间进行了激烈的冲突，他们寻求与老挝王国联盟以加强自己的力量。结果，这个联盟增加了老挝北部琅勃拉邦王国与万象王国之间的冲突。

## 外邦征服時期
1779年至19世紀被暹罗征服。
1803年昭內為鎮寧防禦使（下领七縣）。1827年，越南阮圣祖乘昭阿努之亂之机，立即出兵实行分割老挝，攫取大片领土。
昭阿努帶著人丁、田畝冊上呈阮朝，後者隨後又以同樣的手段，吞併了萬象地區，在那裡設鎮靖府；侵占了华潘省桑怒地區，在那裡設置了鎮蠻、鎮邊二府；搶占了甘蒙地區(今甘蒙省)，在那裡設置了鎮定府；強取了沙灣拿吉地區(今沙灣拿吉省)，在那裡設置了樂邊府和甘露九州。阮朝在一年多的時間里，「不勞寸矢」便吞併了寮國三分之二的大片領土。
1893年法暹戰爭後，法国与暹罗签订《法暹条约》（又称《曼谷条约》），琅勃拉邦、万象和占巴塞均被并入法属印度支那联邦，淪為法國保護國。
第二次世界大战期间，1940-1945年，老挝被日本占領。

## 獨立時期
1945年9月15日，琅勃拉邦王国副王兼首相佩差拉宣布老挝独立，10月12日宣布成立伊沙拉（老挝语意为“自由”）政府。
1946年，法国再度入侵老挝，独立运动失败。1947年4月，法国扶持琅勃拉邦国王西萨旺·冯成立寮王国，实行君主立宪制。法国对外承认老挝是法兰西联邦内的独立国家，但仍掌握老挝国防、外交大权。
1950年，苏发努冯组建新老挝伊沙拉，成立寮国抗战政府。1954年，法国在奠边府战役中失败。1961年5月至1962年7月，就老挝问题召开的国际会议签署的日内瓦协议承认老挝独立。
1964年，北越、美国、泰国和南越的影响下，老挝内战爆发。1973年2月，老挝各方签署了“关于在老挝恢复和平与民族和睦的协定”，史称万象协议。
1975年12月2日，寮國人民黨佔領萬象，取得了內戰的勝利，國王西萨旺·瓦达纳宣布退位。之後寮國廢除了君主制，成立社會主義的寮人民民主共和國。

## 老挝人民民主共和国
1997年7月，老挝加入东南亚国家联盟。
2013年2月，老挝加入世界贸易组织。
2016年1月22日，在老挝人民革命党第十次全国代表大会上，当选为中央委员会总书记，接替朱马利·赛雅贡成为老挝的党和国家最高领导人。同年4月20日，被老挝国会任命为老挝国家主席。

## 外部連結
- Digital Library of Lao Manuscripts – an online library of historical Lao manuscripts and related background information （页面存档备份，存于）
- Laos Travel Guide History of Laos
- Andrea Matles Savada (编). . Library of Congress Country Studies. GPO for the Library of Congress. 1994  [2019-07-10]. （原始内容存档于2011-08-05）.